# ЛВС-2009
71-154 (ЛВС-2009) — пасажирський трисекційний зчленований трамвай, частково низькопідлоговий, виробництва Петербурзького трамвайно-механічного заводу.

## Модифікації
Існує 2 модифікації вагона:

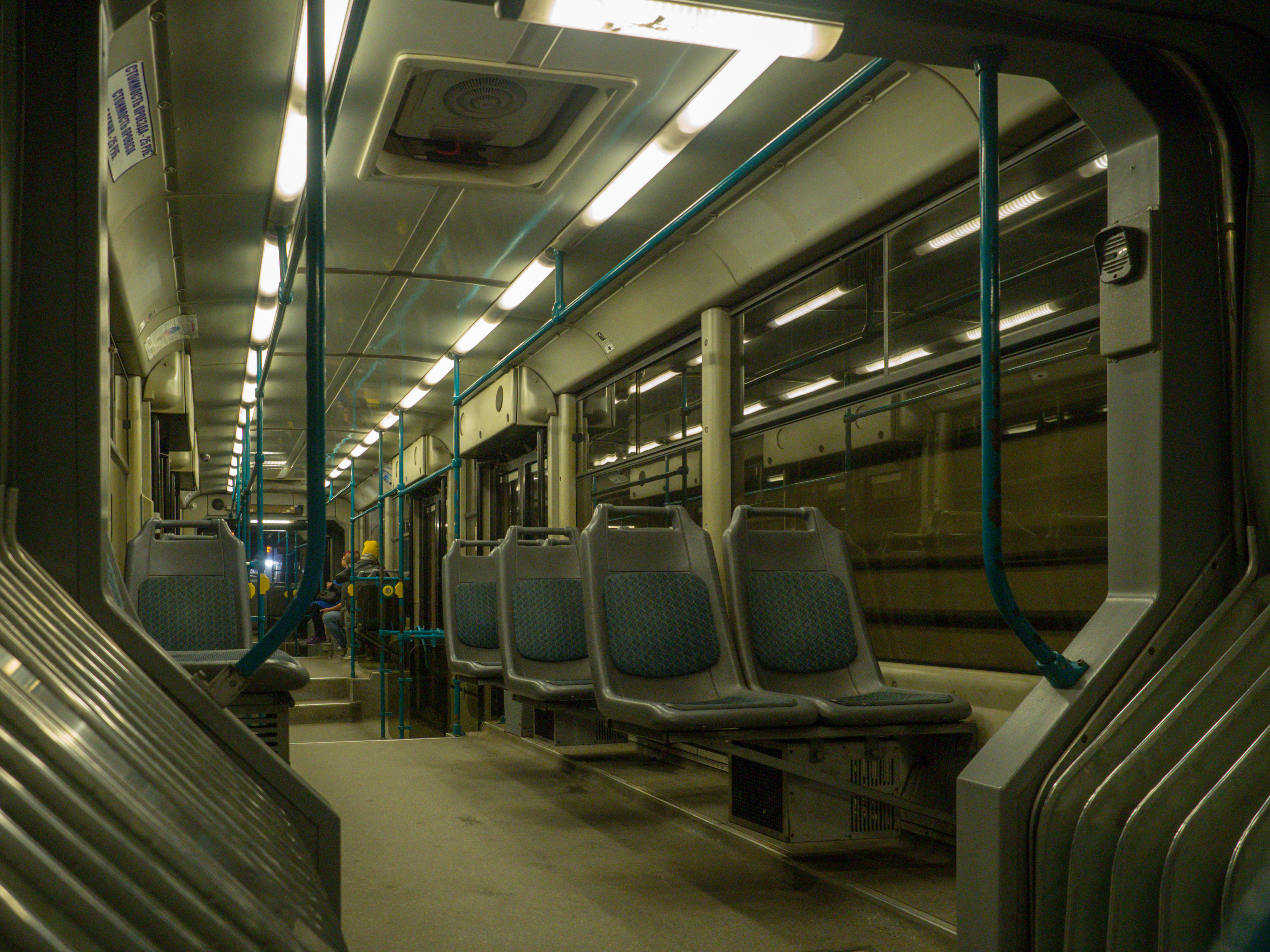
Інтер'єр трамвая ЛМС-2009

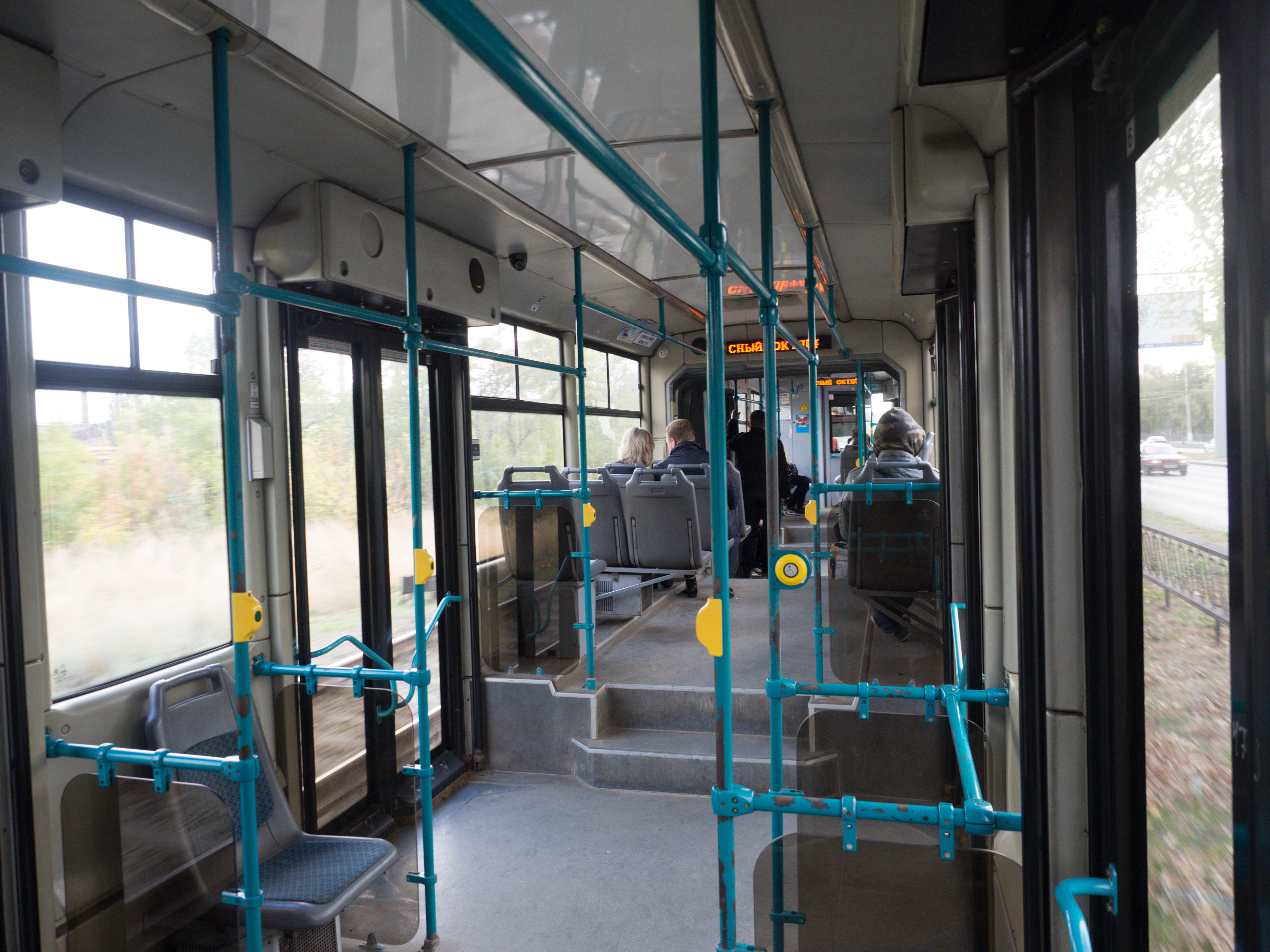
Інтер'єр трамвая ЛМС-2009

- 71-154 — трамвайний вагон двостороннього (човникового) руху з асинхронним приводом, призначений для експлуатації на міських, приміських лініях, а також тунельних лініях метротраму з правостороннім та лівостороннім рухом із шириною колії 1524 мм. Розроблений в 2008 рік для швидкісної трамвайної системи Волгограда[1]. 20 листопада 2008 року розпочалися випробування першого прототипу. 10 грудня 2008 року випробування було завершено та рішенням Міжвідомчої Комісії (МВК) вагон був рекомендований до серійного виробництва. 13 грудня 2008 року трамвай був відправлений до Волгограда й отримав бортовий номер 5838. 29 грудня 2008 року відбулася його презентація, а 20 січня почав працювати з пасажирами.[2] 28 травня 2009 року був відправлений другий екземпляр[3], який прибув 31 травня та отримав бортовий номер 5839. Озвучено плани на замовлення ще 14 екземплярів[4]. Також планувалися, але так і не відбулися, постачання в Казань[5].

- 71-154М — трамвайний вагон одностороннього руху з асинхронним приводом, призначений для експлуатації на міських, приміських лініях з розворотним кільцем, та з шириною колії 1524 мм. Розроблено у 2009 році для швидкісної трамвайної системи Києва.

## Вартість
Ціна дослідних зразків вагона 71-154 склала (включаючи ПДВ 18%) 75 млн рублів, а 71-154М — 45 млн 666 тис. рублів. Ціна вагона з партії, призначеної для постачання до Волгограда у 2011 році становить понад 87 млн рублів, але з урахуванням подорожчання вагона за договором лізингу.

## Подальша доля
Через банкрутство ПТМЗ, подальше виробництво цієї моделі зупинено. На заводі залишилося кілька секцій різною мірою готовності, які були розпиляні у 2015 році.

## Експлуатанти
- Росія Волгоградський швидкісний трамвай
- Україна Київський швидкісний трамвай

- ЛВС-2009 № 5841 - розворот на кільці та поїздка
- Поїздка до ЛВС-2009 підземною частиною Волгоградського швидкісного трамвая
- ЛВС-2009 на площі чекістів в Волгограді

## Галерея

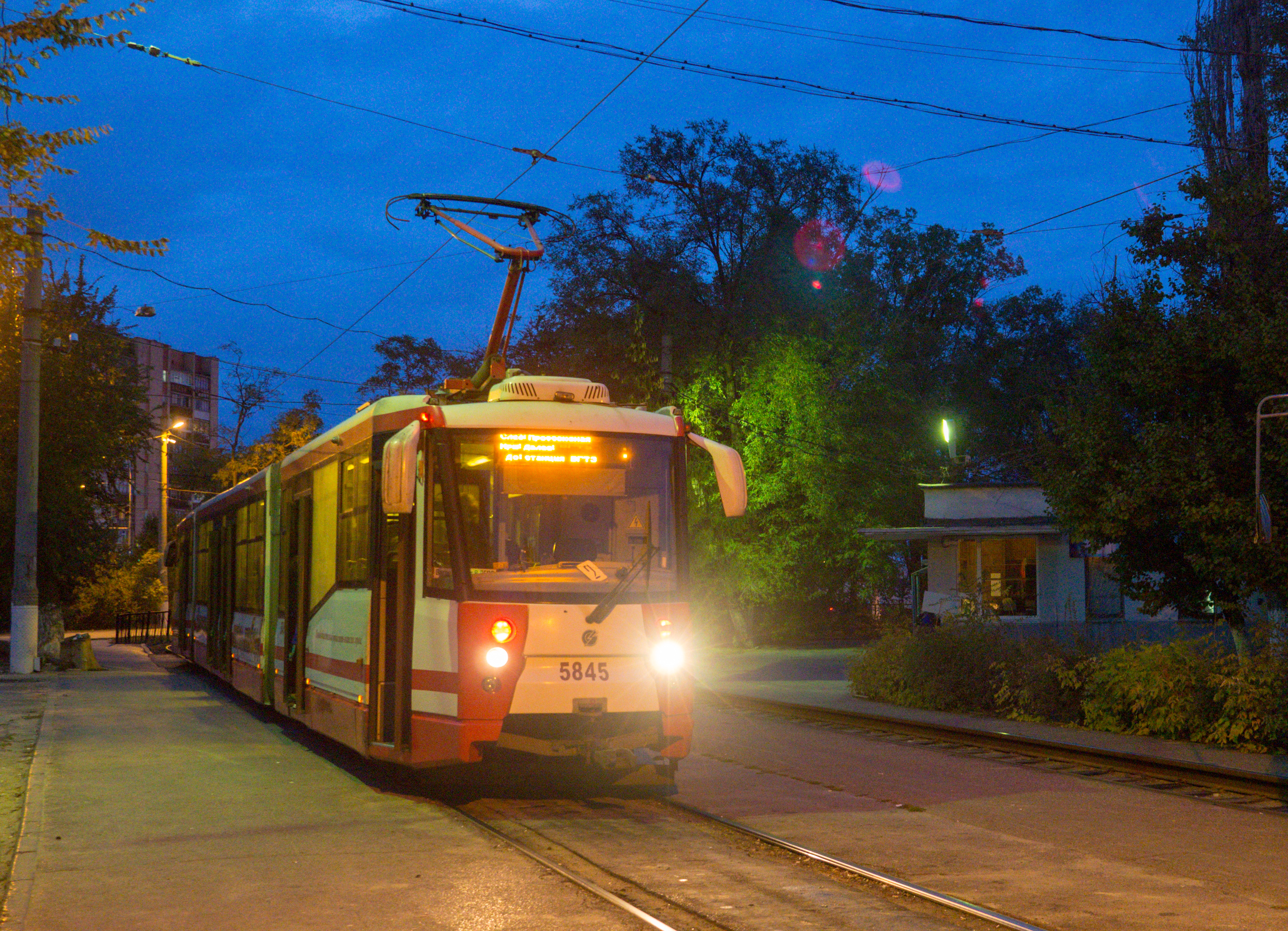
ЛМС-2009 в Волгограді
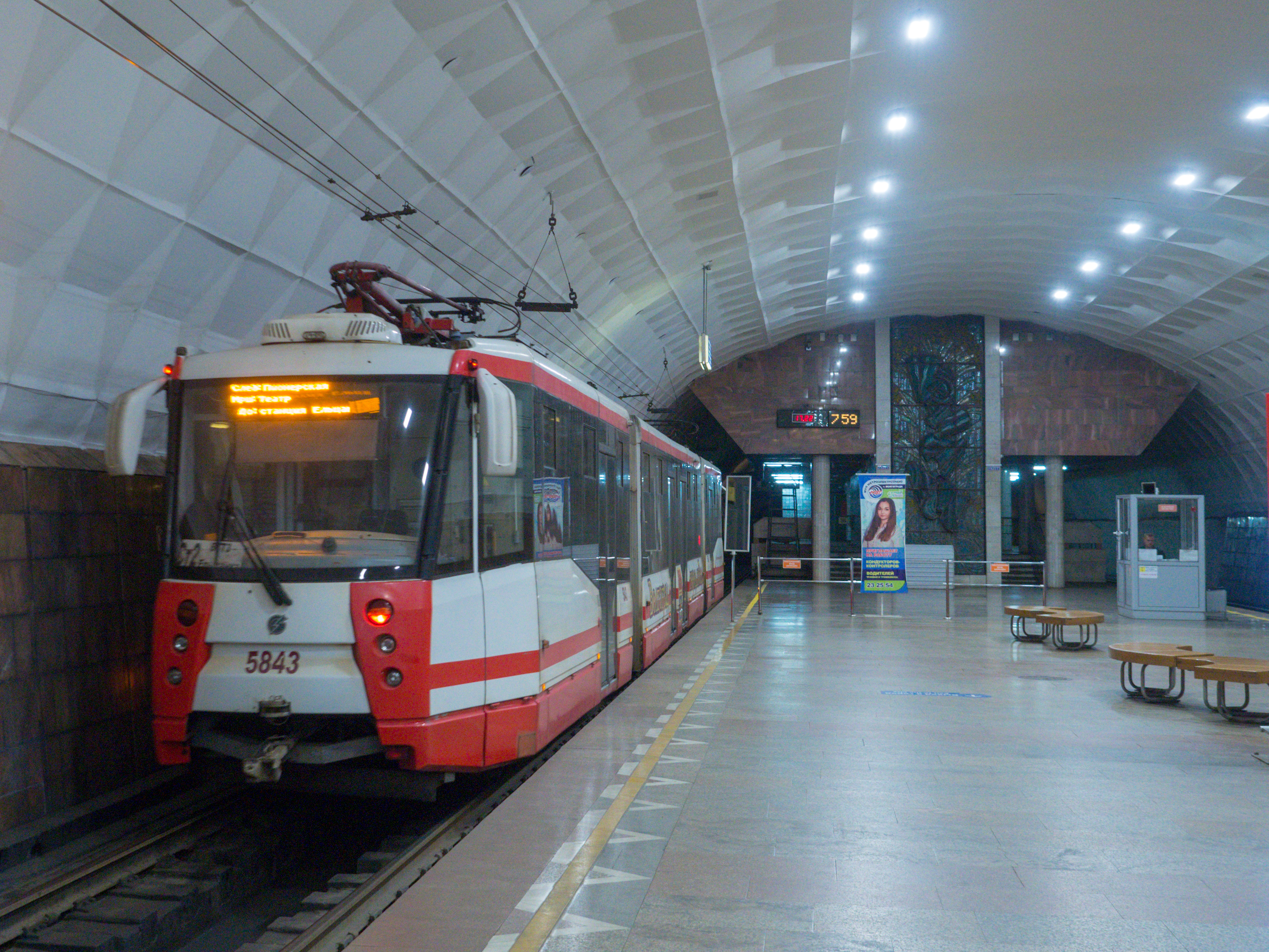
ЛМС-2009 в Волгограді
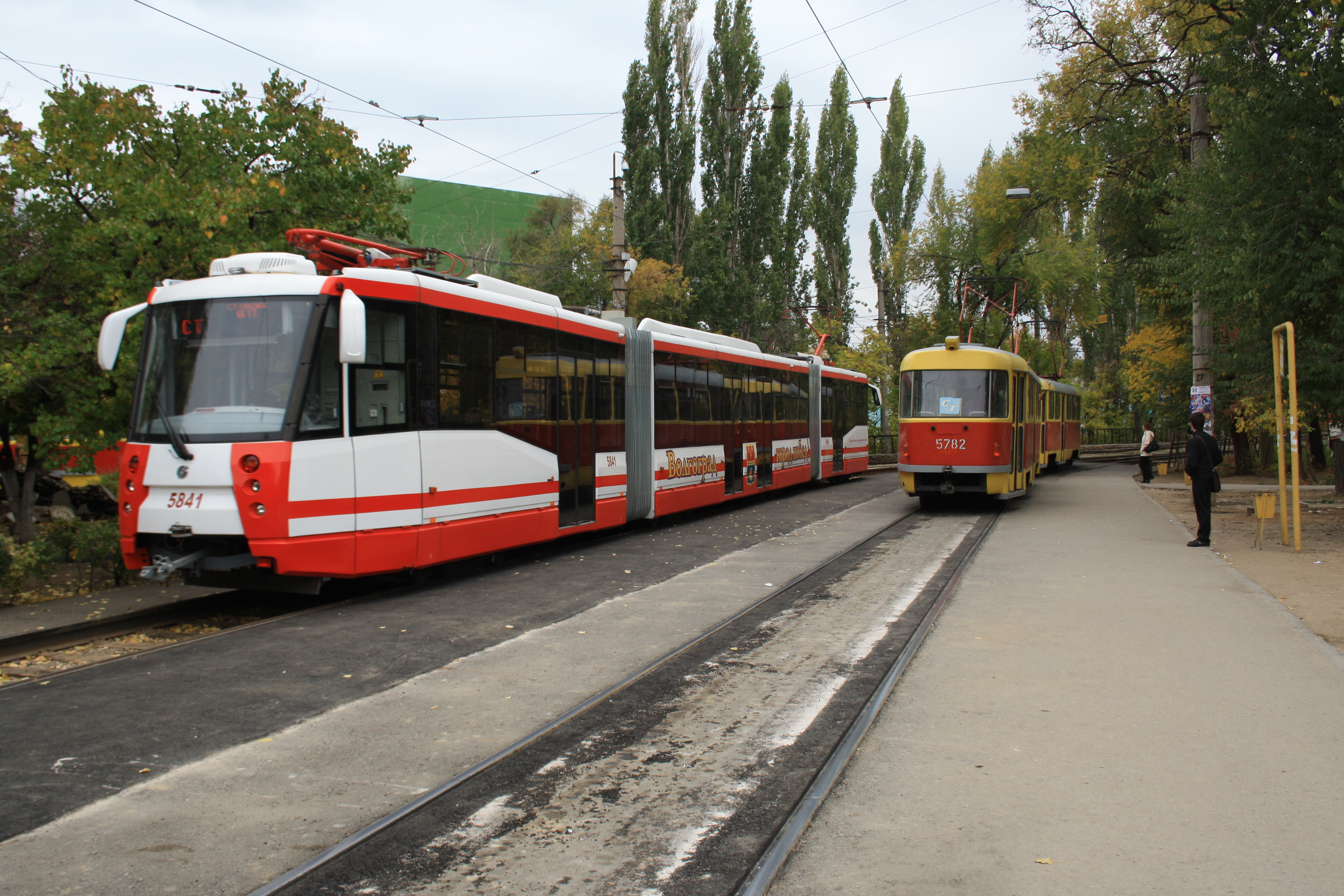
ЛМС-2009 в Волгограді
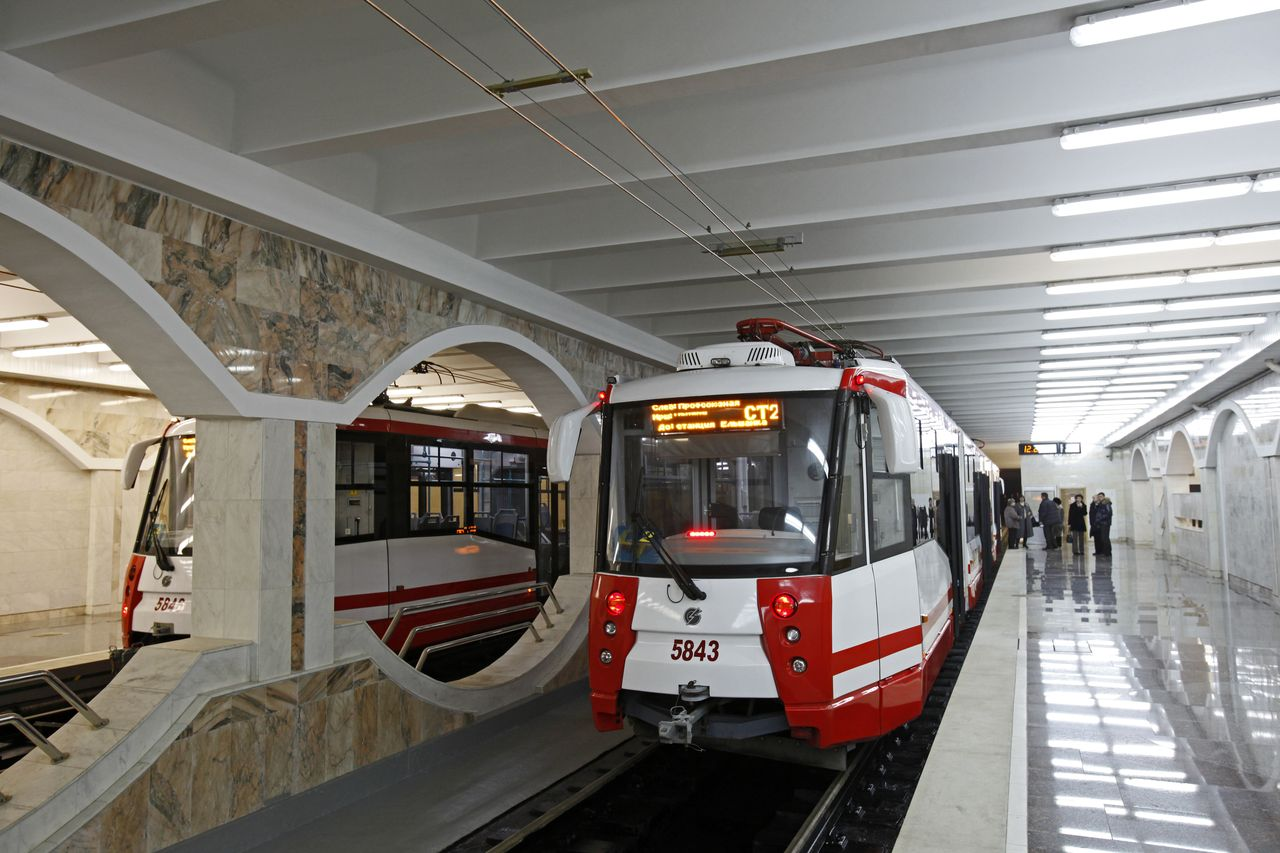
ЛМС-2009 в Волгограді
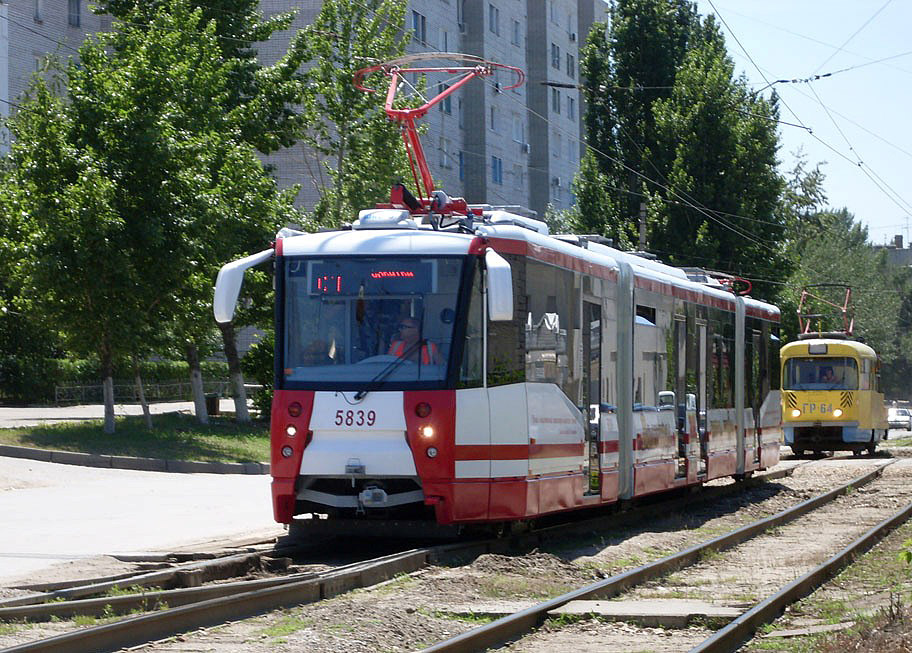
ЛМС-2009 в Волгограді
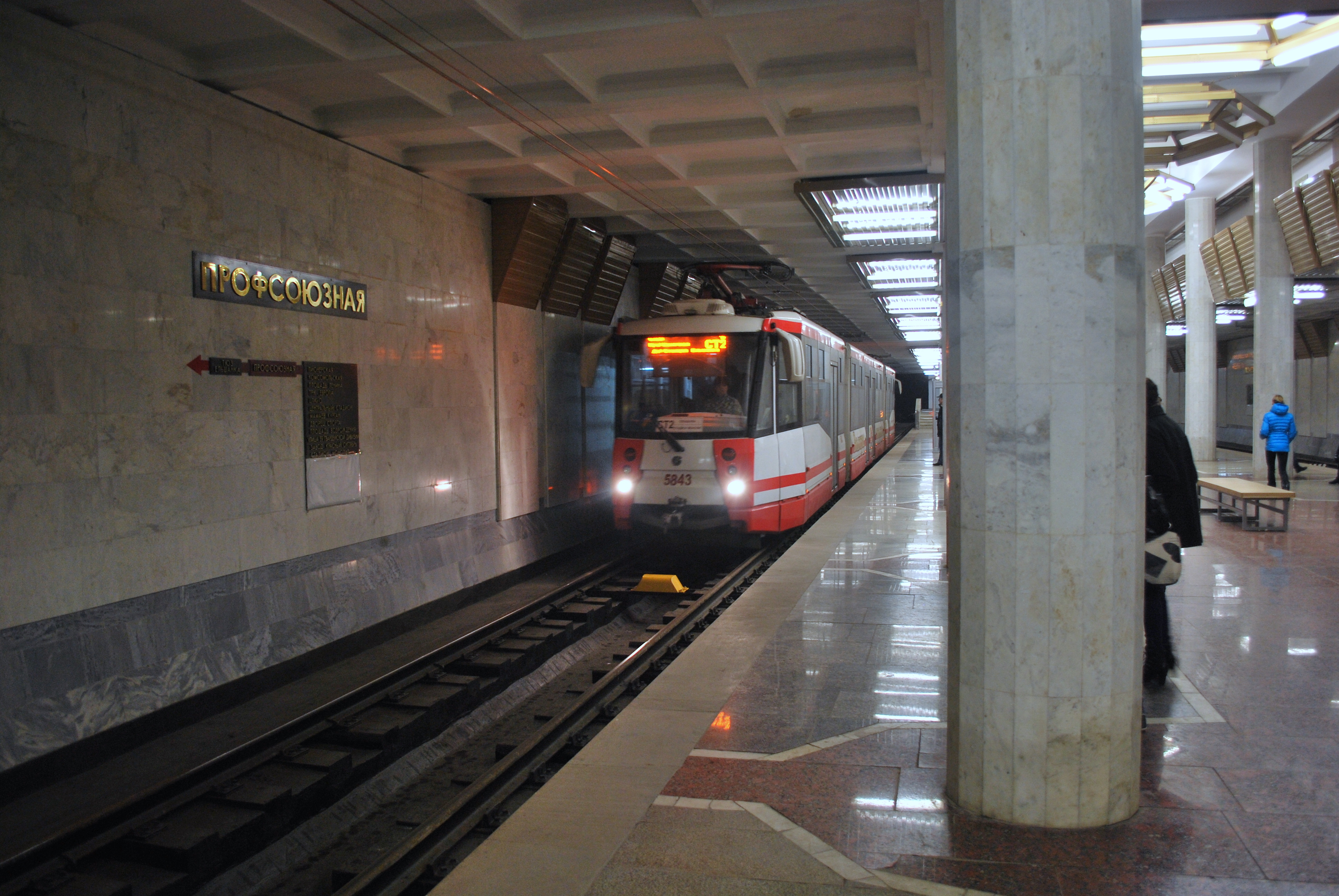
ЛМС-2009 в Волгограді
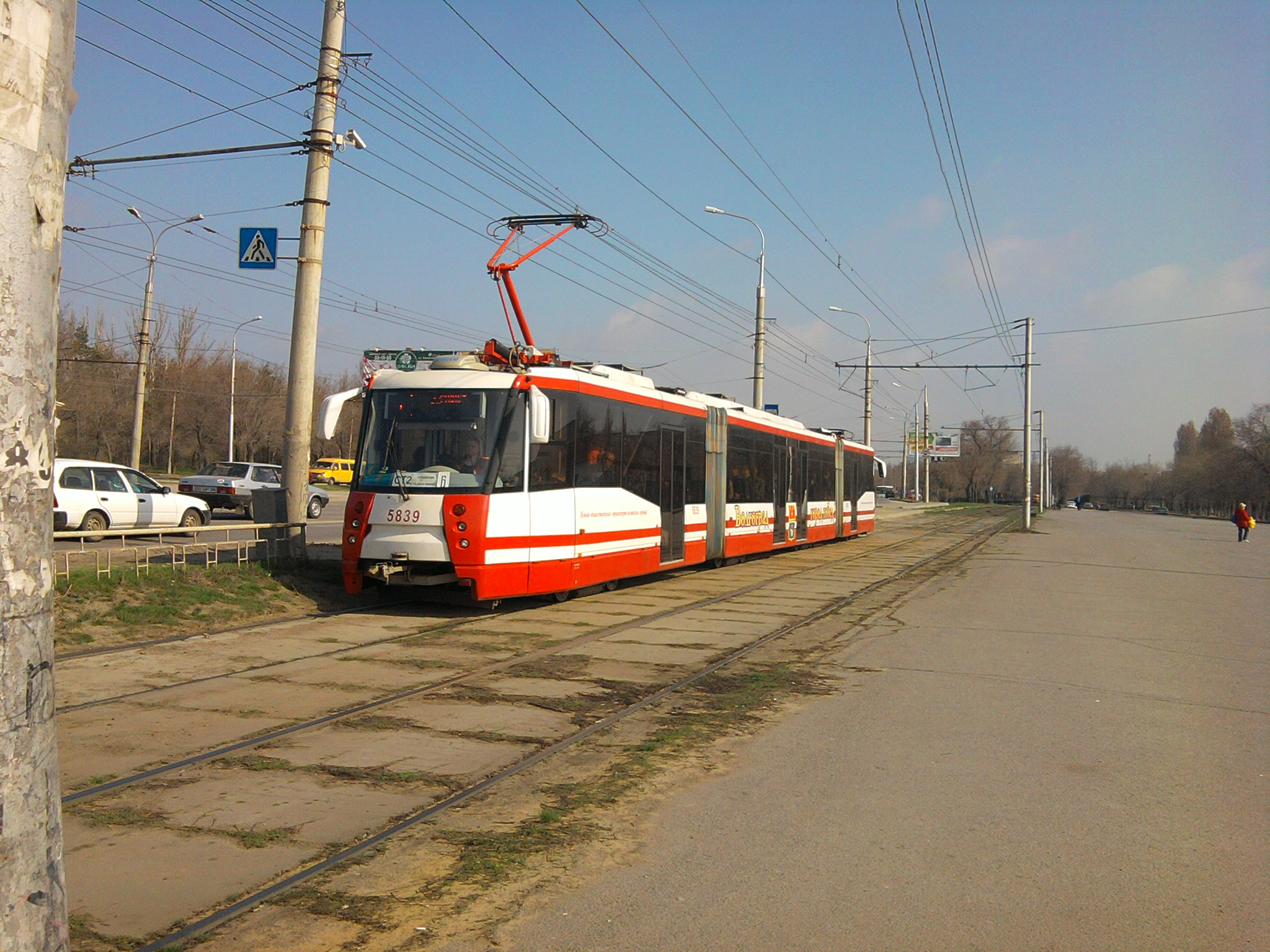
ЛМС-2009 в Волгограді
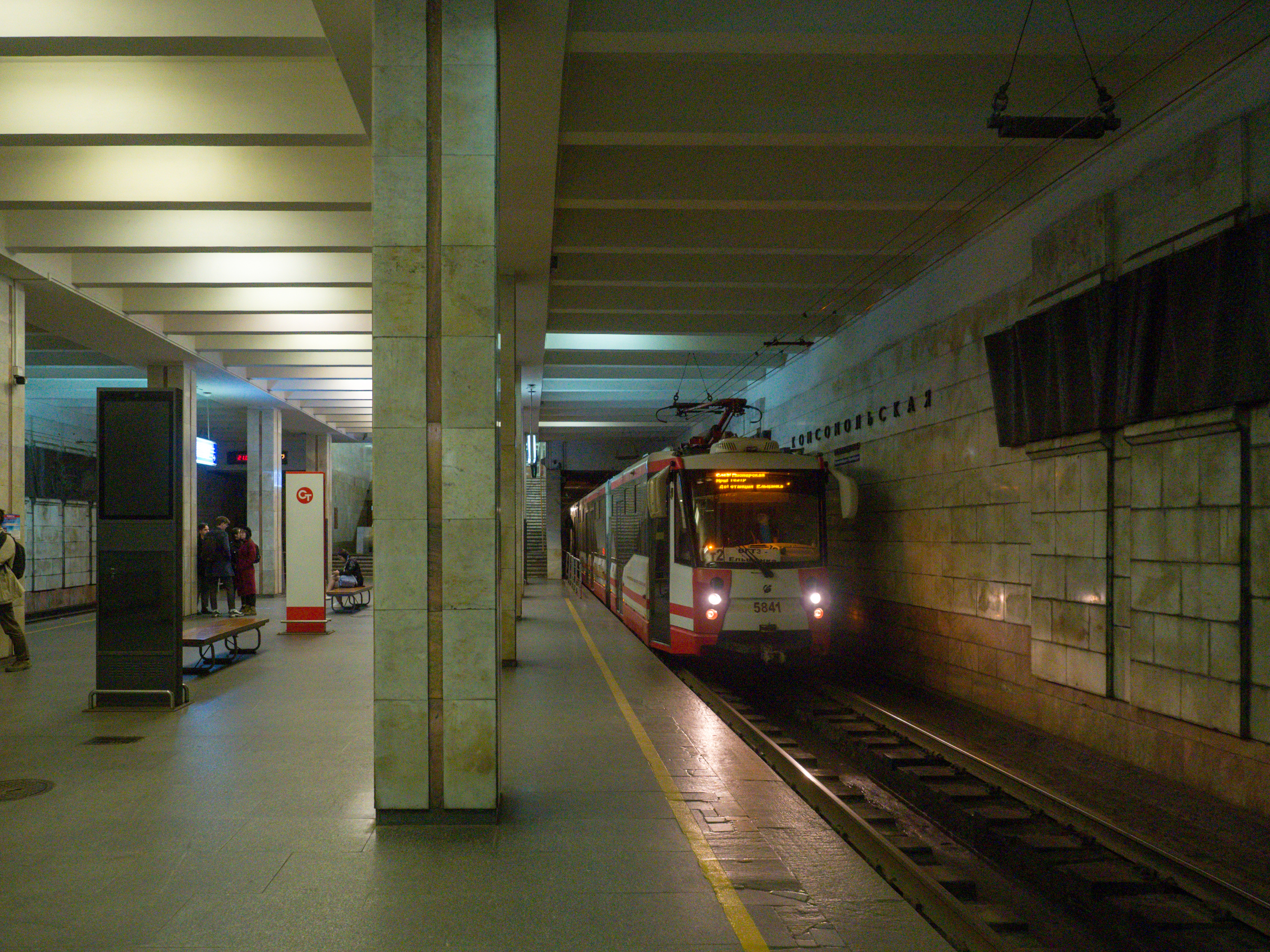
ЛМС-2009 в Волгограді
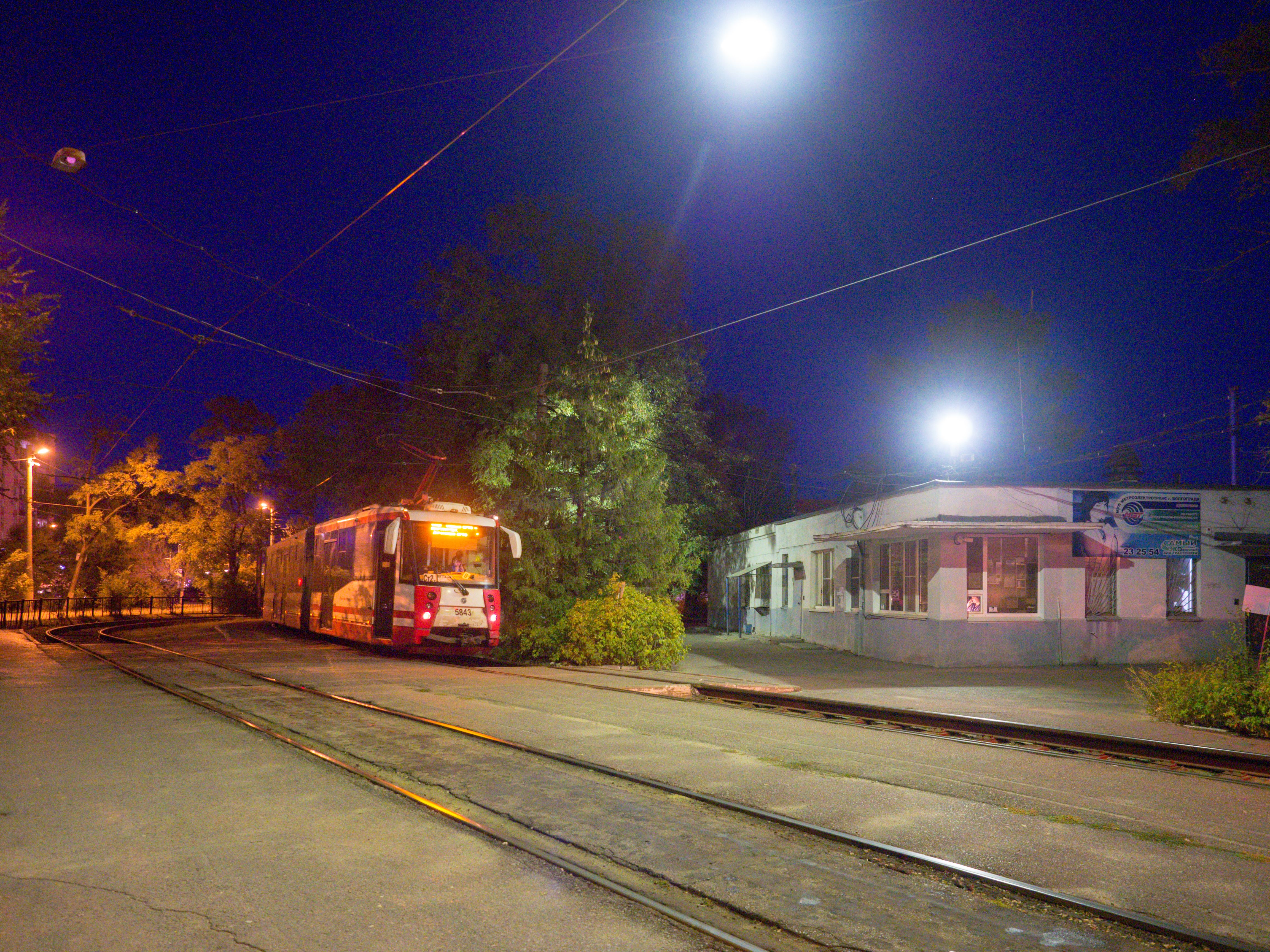
ЛМС-2009 в Волгограді